# 프랭크 빈센트
프랭크 빈센트(Frank Vincent, 1937년 4월 15일 ~ 2017년 9월 13일)는 미국의 배우였다.

## 출연 작품
- 액트, 내처럴리 (2013)
- 피클 (2013)
- 디거 3D (2013)
- 시카고 오버코트 (2009)
- 시티 티처 (2007)
- 샤크 (2004) - 목소리
- 스나이피스 (2001)
- 이프 유 온리 뉴 (2000)
- 크루 (2000)
- 그녀가 위대하지 않나요 (2000)
- 엔트로피 (1999)
- 네트 포스 (1999)
- 머니 킹 (1998)
- 위트니스 맙 (1998, Witness to the Mob)
- 언더커렌트 (1998)
- 그라인드 (1997)
- 캅 랜드 (1997)
- 7번가의 욕망 (1996)
- 고티 (1996)
- 그녀를 위하여 (1996)
- 너씽 투 루즈 (1995)
- 애니멀 룸 (1995)
- 카지노 (1995)
- 핸드 건 (1994)
- 위험한 상상 (1991)
- 정글 피버 (1991)
- 스트리트 헌터 (1990)
- 좋은 친구들 (1990)
- 똑바로 살아라 (1989)
- 브룩클린으로 가는 마지막 비상구 (1989)
- 와이즈 가이스 (1986)
- 크레아 머니 (1983)
- 베이비 온리 유 (1983)
- 분노의 주먹 (1980)
- 비정의 해결사 (1976)

### 텔레비전
- 로앤오더 (1991, 1999)
- 소프라노스 (2004-07)
- 스타게이트 아틀란티스 (2008)
- 성범죄수사대: SVU (2016)